# Équipe du Sénégal féminine de football
Cet article traite de l'équipe féminine. Pour l'équipe masculine, voir Équipe du Sénégal de football.
Maillots
L'équipe du Sénégal féminine de football est une sélection des meilleures joueuses sénégalaises sous l'égide de la Fédération du Sénégal de football.

## Histoire
Le premier match officiel est une rencontre face au Ghana le 22 septembre 2002 à Dakar pour le compte des qualifications pour la Coupe du monde de football féminin. Les Sénégalaises s'imposent sur le score de 3 buts à 0.
Elles remportent le tournoi féminin de la zone A de l'UFOA en 2020 et en 2023.
L’équipe intègre le top 10 africaine au classement fifa pour la première fois

## Classement FIFA
| Année              | 2003 | 2004 | 2005 | 2006 | 2007 | 2008 | 2009 | 2010 | 2011 | 2012 | 2013 | 2014 | 2015 | 2016 | 2017 | 2018 | 2019 | 2020 | 2021 | 2022 | 2023 | 2024 |
| ------------------ | ---- | ---- | ---- | ---- | ---- | ---- | ---- | ---- | ---- | ---- | ---- | ---- | ---- | ---- | ---- | ---- | ---- | ---- | ---- | ---- | ---- | ---- |
| Classement mondial | 102  | 94   | 94   | 87   | 87   | 81   | 92   | 86   | 136  | 86   | 79   | 89   | 92   | 85   | 119  | 87   |      | 80   | 82   | 84   | 83   | 83   |
| Classement CAF     | 11   | 9    | 9    | 9    | 10   | 11   |      | 11   |      | 11   | 8    | 11   | 10   | 11   |      |      |      | 8    | 11   | 12   | 11   | 11   |

## Palmarès

### Parcours enCoupe du monde
- 1991 : Non inscrite
- 1995 : Non inscrite
- 1999 : Non inscrite
- 2003 : Non qualifiée
- 2007 : Non qualifiée
- 2011 : Non qualifiée
- 2015 : Non qualifiée
- 2019 : Non qualifiée
- 2023 : Non qualifiée

### Parcours auxJeux olympiques d'été
- 1996 : Non inscrite
- 2000 : Non inscrite
- 2004 : Non qualifiée
- 2008 : Non qualifiée
- 2012 : Non qualifiée
- 2016 : Non qualifiée
- 2020 : Non qualifiée 2024 : Non qualifiée

### Coupe d'Afrique des nations
- 1991 : 1er tour
- 1995 : Non inscrite
- 1998 : Non inscrite
- 2000 : Non inscrite
- 2002 : Non qualifiée
- 2004 : Non qualifiée
- 2006 : Non qualifiée
- 2008 : Non qualifiée
- 2010 : Non qualifiée
- 2012 : 1er tour
- 2014 : Non qualifiée
- 2016 : Non qualifiée
- 2018 : Non qualifiée
- 2022 : Quart de finale
- 2024 : Quart de finale

### Jeux africains
- 2003 : Non inscrite
- 2007 : Phase de groupes
- 2011 : Non qualifiée
- 2015 : Non qualifiée
- 2019 : Non qualifiée
- 2023 : 4e

### Tournoi féminin de la zone A de l'UFOA
- 2020 : Vainqueur
- 2023 : Vainqueur